# Penghou

Penghou (chinois : 彭侯 ; pinyin : Pénghoú ; litt. « Marquis Peng »), également connue en japonais sous la translittération Hōkō (彭侯), est un esprit canin de la mythologie chinoise, également utilisé dans la mythologie japonaise, dans lesquelles il est un esprit arboricole.
Selon le Baize tu (白責圖) (IIIe siècle), identifié par un des manuscrits de Dunhuang (P2682), un recueil d'illustrations commentées de créatures fantastiques, « L'esprit des arbres est appelé Penghou. Il apparaît comme un chien noir sans queue et peut être cuit à la vapeur et mangé. »
Il est également décrit dans le livre ancien Soushenji (搜神記, littéralement, « Notes sur la recherche des esprits »), de Gan Bao (IVe siècle) :
Le Penghou dans l'arbre à camphre
Au temps du premier dirigeant de Wu, Lu Jingshu était le chef de la commanderie de Jian'an. Un jour, il envoya un homme couper un grand camphrier. Après quelques coups de hache,  du sang sortit soudainement du tronc. Quand l'arbre tomba enfin, une créature avec la figure d'un homme et le corps d'un chien en sortit.
Jingshu expliqua : « C'est ce qu'on appelle le Penghou ». Il le fit cuire à la vapeur et le mangea. Sa saveur était la même que celle de la viande de chien.

## Au Japon

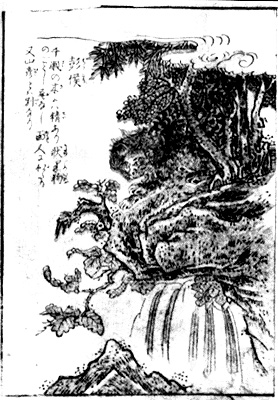
Illustration du hōkō par Toriyama Sekien.

Le Pénghoú (lu en japonais comme Hōkō) a été inclus au XVIIIe siècle dans le Wakan Sansai Zue (和漢三才図会) de Terajima Ryōan (寺島良安), ainsi que dans le Konjaku Hyakki Shūi (今昔百鬼拾遺), un livre de la collection de Toriyama Sekien sur les illustrations de monstres. Il lui donna la même description que celle contenue dans le Soushenji tout en le faisant vivre dans un arbre vieux de mille ans.